# 99 (Lied)
99 ist ein Rocksong der Band Toto aus dem Jahre 1979.

## Geschichte
Der Song wurde von David Paich geschrieben und in den Jahren 1978/79 in den Sunset Sound und Reggie Fisher Recording  Studios in Los Angeles für das zweite Toto-Album Hydra aufgenommen, produziert und von CBS im Oktober 1979 veröffentlicht. Während die erste und die dritte Single-Auskoppelung aus dem Album floppten, erreichte 99 Platz 26 der Billboard Hot 100. Inspiriert wurde das Lied von George Lucas’ Spielfilm THX 1138.

## Besetzung
- Steve Lukather, Gitarren und Lead Vocals
- Bobby Kimball, Backing Vocals
- David Paich, Keyboards, Backing Vocals
- Steve Porcaro, Keyboards
- David Hungate, Bass
- Jeff Porcaro, Drums, Percussion

## Veröffentlichungen
- 1979 „Hydra“, LP-Version (5:04)
- 1980 7"-Single (3:28)
- 1980 German Release, 7"-Single mit Sondercover zur Deutschlandtour

| Land        | Platzierung |
| ----------- | ----------- |
| USA         | 26          |
| Deutschland | ?           |